# Miguel Ángel Muñoz
Miguel Ángel Muñoz Blanco (Madrid, 4 luglio 1983) è un attore e cantante spagnolo.

## Carriera

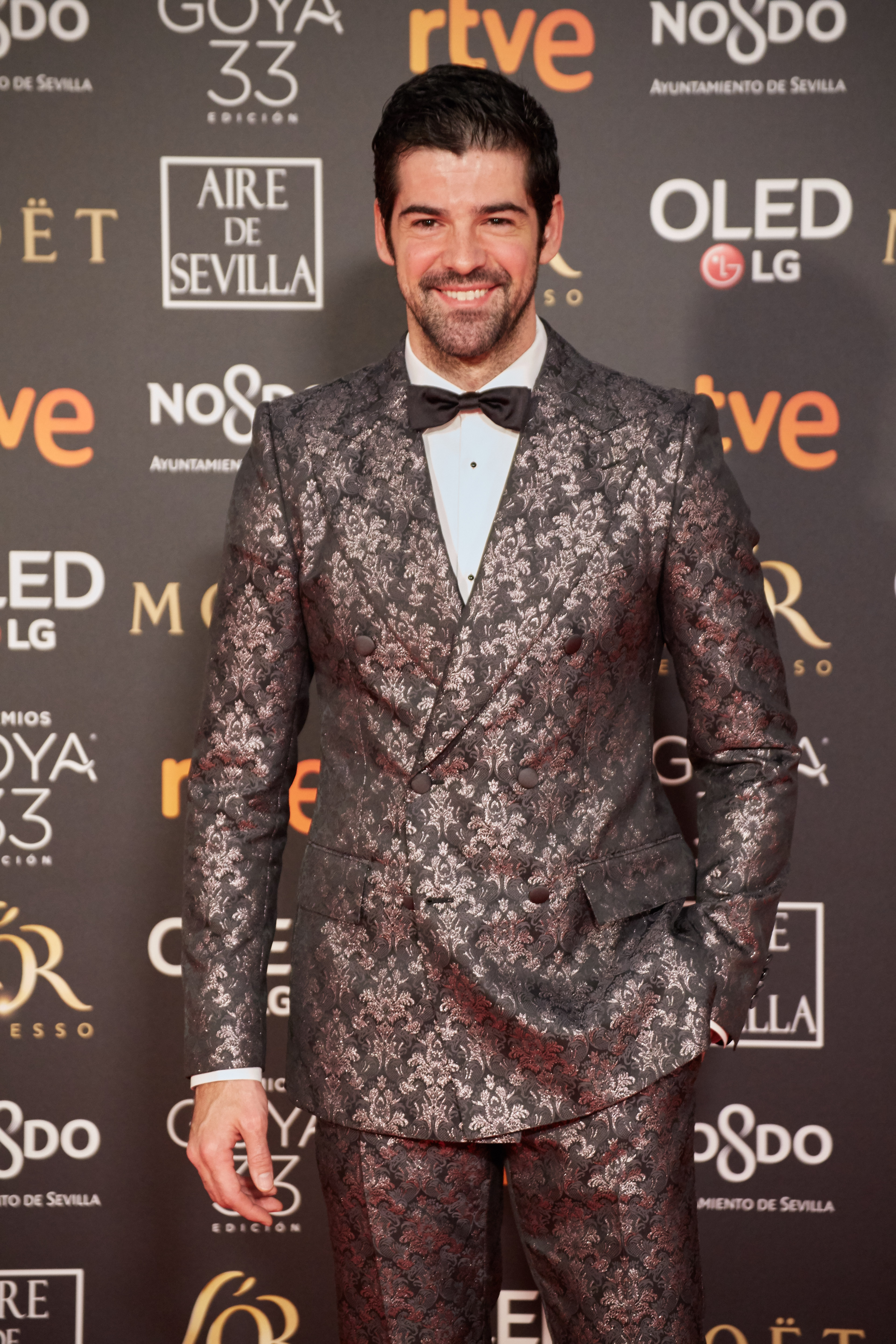
Miguel Angel Muñoz nel 2019

Figlio di Miguel Ángel e della veggente Cristina Blanco, a nove anni recita in uno spot pubblicitario, e a 12 anni interpreta il piccolo protagonista del film El palomo cojo. In seguito prende parte ad alcune serie televisive spagnole come Al salir de clase, Compañeros, Mamá quiero ser artista, Policías, Periodistas e Hospital Central. Per alcuni anni, inoltre, gioca a calcio a livello agonistico, nelle giovanili del Real Madrid. Dal 2002 al 2005 gli viene affidato il ruolo di Roberto Arenales nelle sei stagioni della serie televisiva Paso adelante, trasmessa all'estero anche in Italia. Per interpretare al meglio la parte, frequenta corsi intensivi di danza e di canto.
Sulla scorta del successo di Paso adelante, assieme ad alcuni attori del telefilm forma nel 2002 il gruppo musicale UPA Dance, che in breve tempo riscuote grande successo tra il pubblico spagnolo, pubblica un album in studio, un album live, e va in tournée in Spagna. Muñoz fu l'unico dei componenti originari degli UPA Dance a non abbandonare il gruppo e a fare parte, nel 2005, della nuova effimera formazione.
Nell'estate del 2003 ha doppiato il protagonista del film d'animazione Sinbad - La leggenda dei sette mari (la voce originale era di Brad Pitt). Sul grande schermo, ha preso parte a Gente pez (nel 2001), Desde que amanece apetece (nel 2005) e Los Borgia (nel 2006).
In ambito musicale, nel 2005 ha iniziato la carriera di cantante solista con il soprannome di "M.A.M." con singoli come Veneno e Piel Oscura (contenuti già nel cd live degli UPA Dance del 2003) e soprattutto con il singolo-tormentone Dirás que estoy loco, che ha venduto 180 000 copie in un anno in Spagna e che è rimasto al numero uno delle classifiche musicali iberiche per 11 settimane consecutive.
In teatro Miguel Ángel Muñoz ha debuttato appena tredicenne nell'opera La Cenerentola al Teatro de la Zarzuela di Madrid. Nel febbraio del 2003 ha rappresentato la sua seconda opera, Quickly, insieme a Daniel Huarte, al Teatro Alcázar di Madrid e, nello stesso anno, ha interpretato il narratore dell'opera Bastián y Bastiana, rappresentata nel Teatro Real di Madrid. Nel 2005 ha recitato nell'adattamento teatrale del film italiano Il postino, interpretando il protagonista dell'opera El cartero de Neruda.
Nel 2006 ha pubblicato il suo disco M.Á.M. all'estero, vincendo il disco d'oro in Italia e il singolo d'oro in Francia. Dall'album sono stati estratti i singoli di successo Dirás que estoy loco ed Esa morena che gli valgono la partecipazione come ospite al Festival di Sanremo e ad altre trasmissioni televisive e radiofoniche, oltre che decine di concerti in tutta italia.
Nel 2007 ha recitato da protagonista nel videoclip della canzone Ninna Nanna della cantante italiana Mariangela Argentino.
Dalla fine del 2007 alla fine del 2008 ha interpretato il protagonista (il medico Ulises Gaytán de Arzuaga) della serie televisiva di Antena 3 El Síndrome de Ulises. Nel 2008 ha interpretato un feroce assassino nel telefilm Cazadores de hombres e a metà 2009 ha vestito i panni di uno psichiatra nel film ¿Quién asesinó a Hipólito Roldán?, spin-off della serie Amar en tiempos revueltos.
A fine marzo 2009 ha interpretato Ponzio Pilato nell'opera Auto del sepulcro vacío. Ha recitato in rima nella lingua spagnola del sedicesimo secolo: infatti questo tipo di recitazione in un'opera teatrale si chiama, nel gergo spagnolo, "auto sacramental". Sia l'opera che l'interpretazione di MAM hanno ricevuto degli ottimi consensi.
Nel 2009 ha interpretato Tomás de Perrenot nel film Lope, presentato l'anno successivo fuori concorso alla Mostra Internazionale del Cinema di Venezia. In contemporanea alle riprese di Lope, ha girato in Marocco il remake del kolossal americano Ben-Hur, nel ruolo di Antegua, amico e compagno di Ben-Hur durante la prigionia. Infine ha recitato nel lungometraggio televisivo La piel azul.
A metà marzo è uscito nelle sale il film Sex - Una commedia sentimentalmente scorretta, una commedia romantica in cui ha interpretato il ruolo del cantante rockettaro Nardo. A fine marzo ha recitato (per la seconda volta in dodici mesi) in un "auto sacramental": nella città di Antequera, infatti, ha interpretato Adamo in Auto de la Cruz. In contemporanea alle uscite dei vari film, ha girato un episodio della serie televisiva Gavilanes nel ruolo del dongiovanni Ángel e nel cortometraggio Adiós papá, adiós mamá nel ruolo inedito di Martín, un trentenne grasso e tremendamente attaccato ai suoi genitori, che decide finalmente di andar via di casa per sposarsi con la donna che ama. A luglio, dopo più di tre anni di attesa, è uscito nelle sale il film dell'orrore Intrusos (en Manasés) in cui ha interpretato Rubén, uno dei quattro protagonisti. Durante l'estate ha girato No controles, in cui interpreta Ernesto, l'amante della protagonista. A novembre ha iniziato a girare Vida loca, sit-com che è andata in onda su Telecinco nel 2011, in cui ha interpretato Toti Blanco, un ventenne innamorato di una quarantenne divorziata e con figli, interpretata da Esther Arroyo (la professoressa Irene Miró di Paso adelante). Inoltre, Adiós papá, adiós mamá è stato candidato ai Premi Goya come miglior cortometraggio.
Trasferitosi a Città del Messico per motivi professionali, nel 2011 ha interpretato un ruolo di primo piano nella terza stagione del telefilm Capadocia e l'anno successivo ha preso parte alla serie televisiva Infames. A giugno 2012 è tornato a Madrid per girare i film Viral e What About Love.
Nella sua vita professionale, MAM ha collezionato molti premi importanti, come il TP de Oro 2003, il premio Talento Joven del Festival del Cinema di Saragozza, il premio internazionale European Border Breakers Awards per il suo album conosciuto a livello internazionale, il Premio per la simpatia, l'attenzione e l'appoggio al Festival del Cinema di Alicante ed il Premio Punto Radio 98.2 per il successo del telefilm El Síndrome de Ulises.
Nel 2014 prende parte alla quinta edizione della versione francese di Ballando con le stelle.
Suo è il personaggio di Bruno Vergel, uno dei protagonisti della serie-tv Senza identità (con Megan Montaner), le cui stagioni sono andate in onda in prima serata su Canale 5 dal 12 dicembre 2014 al 12 gennaio 2016.
Ha vinto la prima edizione spagnola di MasterChef Celebrity trasmessa nel 2016 da TVE 1.
Durante la pandemia, ha girato il documentario 100 giorni con Tata, in cui racconta la quarantena di quattro mesi trascorsa in un piccolo appartamento insieme alla prozia ultranovantenne Luisa Cantero, che lo ha accudito durante la sua infanzia e con la quale ha sempre mantenuto un bellissimo rapporto. Il commovente documentario è uscito nel 2021 e ha vinto due CEC Award e un José María Forqué Award. La donna è poi scomparsa nel luglio 2023 all'età di 98 anni.

## Vita privata
Dal 2001 al 2004 ha avuto una relazione con l'attrice e ballerina Mónica Cruz, sorella di Penélope, conosciuta sul set di Paso adelante. Successivamente, dal 2009 al 2015, è stato fidanzato con la collega Manuela Vellés, conosciuta sul set della miniserie La piel azul.
Tra il 2018 e il 2020 è stato invece legato alla cantante Ana Guerra.

## Filmografia

### Cinema
- El palomo cojo, regia di Jaime de Armiñán (1995)
- Gente pez, regia di Jorge Iglesias (2001)
- Sinbad - La leggenda dei sette mari (Sinbad: Legend of the Seven Seas), regia di Patrick Gilmore e Tim Johnson (2003) - voce
- Desde que amanece apetece, regia di Antonio del Real (2005)
- Los Borgia, regia di Antonio Hernández (2006)
- Ekipo Ja, regia di Juan Muñoz (2007)
- Trío de ases: el secreto de la Atlántida, regia di Joseba Vázquez (2008)
- Sex - Una commedia sentimentalmente scorretta (Tensión sexual no resuelta), regia di Miguel Ángel Lamata (2010)
- Lopé, regia di Andrucha Waddington (2010)
- No controles, regia di Borja Cobeaga (2010)
- Viral, regia di Lucas Figueroa (2013)
- The ABCs of Death 2, regia di Rodney Ascher (2014)
- Hablar, regia di Joaquin Oristrell (2015)
- Proyecto tiempo, regia di Isabel Coixet (2017)
- El crack cero, regia di José Luis Garci (2019)
- What About Love, regia di Klaus Menzel (2020)
- Daddy Daughter Trip, regia di Rob Schneider e Andrés Aguilar (2022)

#### Cortometraggi
- La vida siempre es corta, regia di Miguel Albaladejo (1994)
- Probabilidades, regia di Ricardo Bajo Gaviño (2006)
- Adiós papá, adiós mamá, regia di Luis Soravilla (2010)
- Hay dos clases de personas, regia di Eva Moreno (2013)
- Seguro, regia di Guillermo Arnaiz Illescas (2020)
- Tu tijera en mi oreja, regia di Carlos Ruano (2022)

### Televisione
- Mamá, quiero ser artista – serie TV, 6 episodi (1997)
- Al salir de clase – serie TV, 77 episodi (1997)
- Condenadas a entenderse – serie TV, 1 episodio (1999)
- ¡Ala... Dina!  – serie TV, episodio 1x07 (2000)
- Policías, en el corazón de la calle – serie TV,  episodio 2x07 (2000)
- Periodistas – serie TV, episodi 8x06 e 8x08 (2001)
- Hospital Central – serie TV, episodio 3x01 (2002)
- Compañeros – serie TV, 16 episodi (2002)
- Paso adelante (Un paso adelante) – serie TV, 84 episodi (2002-2005)
- Mis adorables vecinos – serie TV, 19 episodi (2005)
- Aída – serie TV, episodio 4x14 (2007)
- El Síndrome de Ulises – serie TV, 26 episodi (2007-2008)
- Intrusos en Manasés, regia di Juan Carlos Claver – film TV (2008)
- Cazadores de hombres – serie TV, episodio 1x07 (2008)
- Amare per sempre (Amar en tiempos revueltos) – serial TV, 23 episodi (2009-2018)
- La piel azul – miniserie TV, 2 puntate (2010)
- Ben-Hur – miniserie TV, 2 puntate (2010)
- Gavilanes – serie TV, episodio 1x09 (2010)
- Vida loca – serie TV, 20 episodi (2011)
- Infames – serie TV, episodio 1x01 (2012)
- Capadocia (Capadocia: Un Lugar sin Perdón) – serie TV, 13 episodi (2012)
- Al final todos mueren, regia di Javier Botet – film TV (2013)
- Senza identità (Sin identidad) – serie TV, 23 episodi (2014-2015)
- El Ministerio del Tiempo – serie TV, episodio 3x08 (2017)
- Presunto culpable – serie TV, 13 episodi (2018)
- Vergüenza – serie TV, episodio 3x05 (2020)
- Sequía – serie TV, 8 episodi (2022)
- Historias de UPA Next – serie TV, episodio 1x03 (2022)
- Bosé – serie TV, episodi 1x02 e 1x03 (2022)
- UPA Next – serie TV, 8 episodi (2022-2023)
- Citas Barcelona – serie TV, 6 episodi (2023)

### Teatro
- La Cenerentola (1996)
- Quickly (2003)
- Bastián y Bastiana (2003)
- El cartero de Neruda (2005-2006)
- Auto del sepulcro vacío (2009)
- Auto de la Cruz (2010)
- Amor casual (2012)
- El Hogar del Monstruo (2016)

### Regista
- 100 giorni con Tata (100 días con la Tata) – documentario (2021)

### Presentatore
- Show Match (1999-2000)
- UPA Club (2003)
- Seducción en Miami (2009)

### Altre partecipazioni
- Dance avec le Stars - concorrente (2014)
- MasterChef Celebrity - concorrente, vincitore (2016)

## Discografia

### Con gli Upa Dance
- 2002: Upa Dance
- 2003: Upa Dance Edición Especial
- 2003: Upa Dance Live (concerto ad Almería, da cui è stato tratto anche un DVD musicale)
- 2005: Contigo

### Da solista
- 2003: singoli: Veneno e Piel Oscura, contenuti nell'album Upa Dance Live
- 2004: singolo: Quién es el ladrón
- 2006: album: M.A.M
- 2006: singolo estratto dall'album: Dirás que estoy loco
- 2007: singolo estratto dall'album: Esa Morena

### Altre collaborazioni
- 2003: singolo: Latido urbano con Tony Aguilar e altri artisti
- 2003: singolo: La puerta con Tony Santos
- 2005: singolo: Desde que amanece apetece (canzone di chiusura del film omonimo, in cui MAM interpreta il ruolo di Máquina)
- 2007: protagonista del videoclip della canzone Ninna nanna di Mariangela Argentino

## Doppiatori Italiani
Nelle versioni in italiano dei suoi film, Miguel Ángel Muñoz è stato doppiato da:
- Christian Iansante in Sex - Una commedia sentimentalmente scorretta
- Davide Lepore in Paso adelante
- Renato Novara in Ben-Hur
- Andrea Mete in Senza identità